# Verzasca

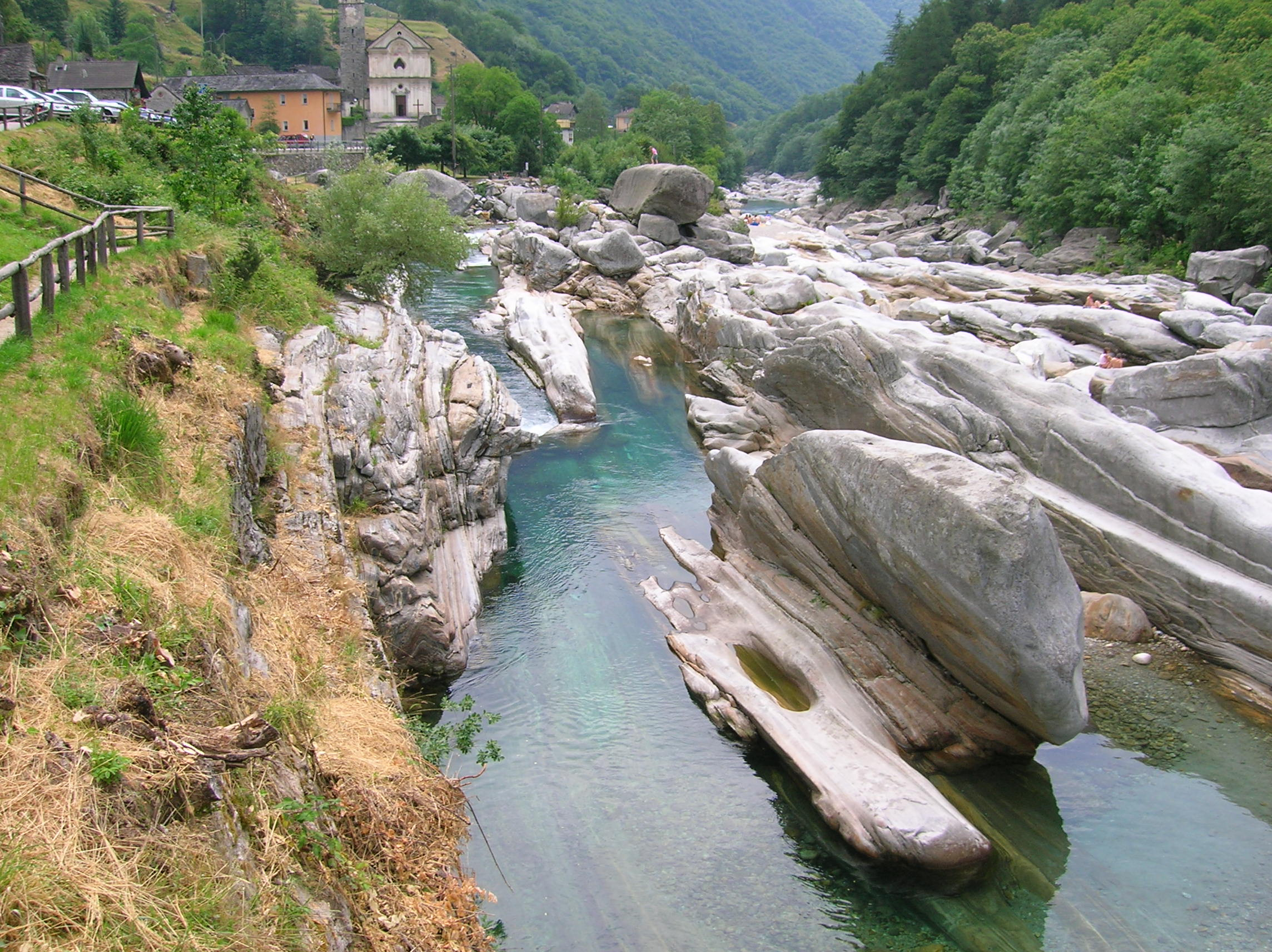
Verzasca

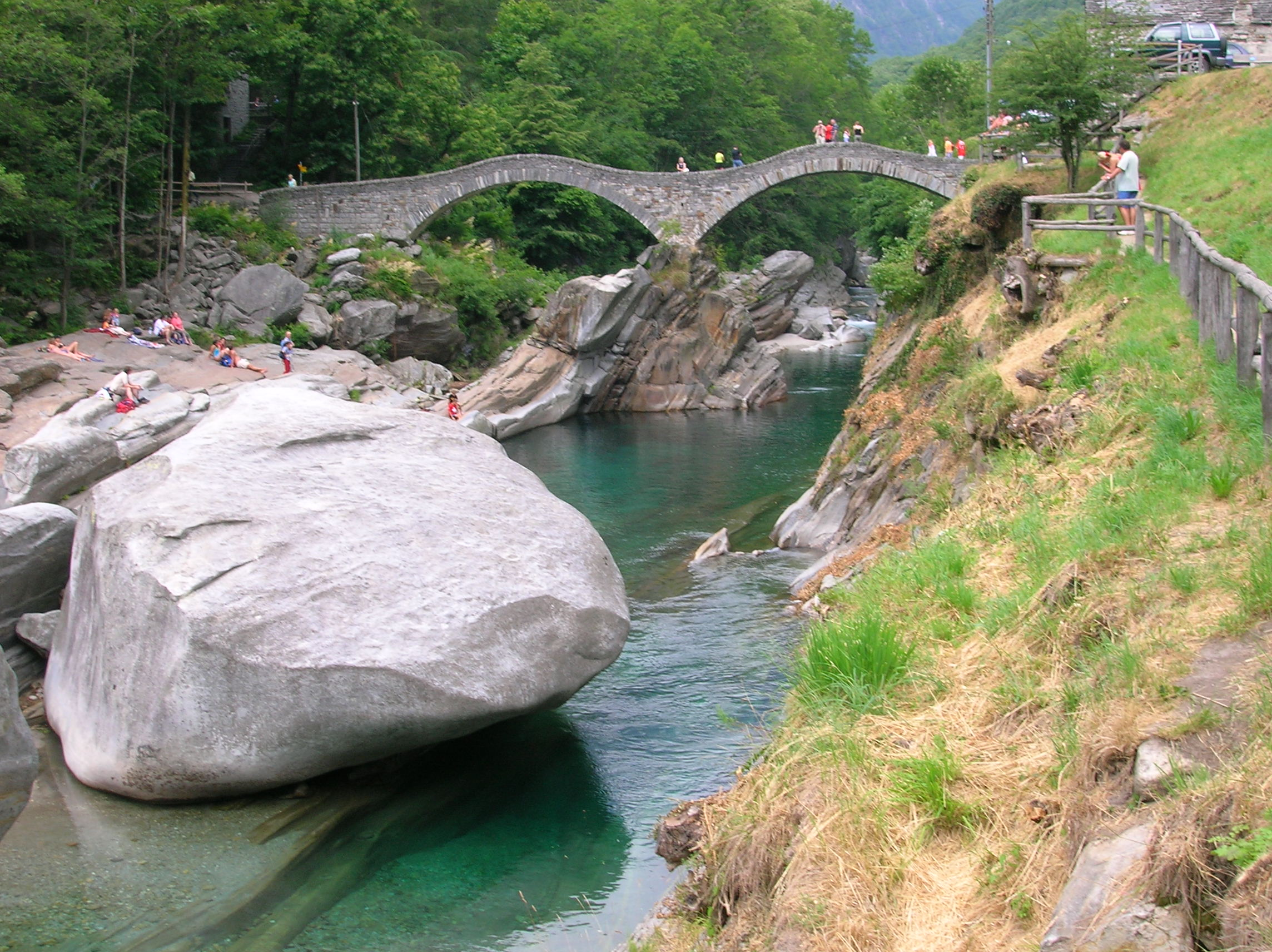
Ponte dei Salti Lavertezzoban

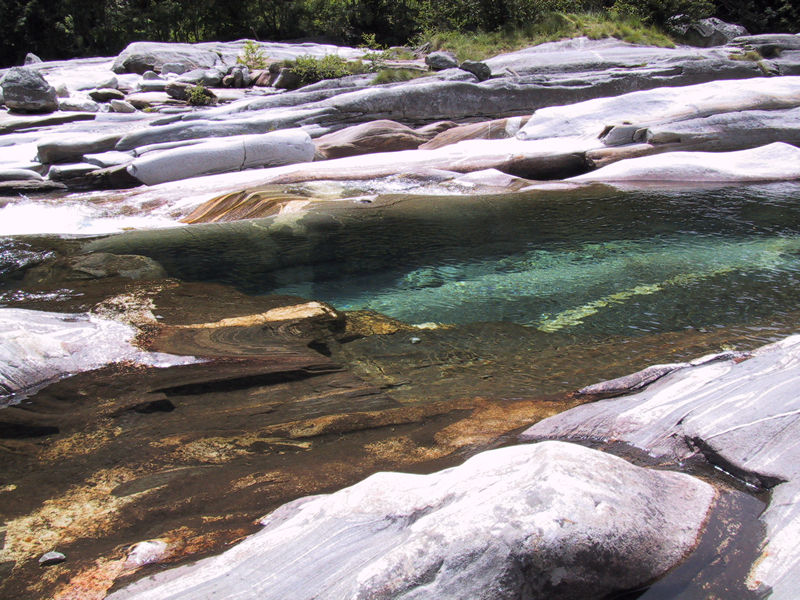
A smaragdzöld Verzasca

A Verzasca egy sebes sodrású folyó az azonos nevű Verzasca-völgyben a svájci Tessin kantonban. A folyó neve a víz színére vezethető vissza: „verde acqua” = zöld víz. Elbűvölő színét a kristálytiszta vízben tükröződő muszkovit (szericit) kristálynak köszönheti.
A 2864 m magas Pizzo Baronen ered, majd keresztül folyik a félkör alakú Vegorness-völgyön. A folyó mentén található első település Sonogno (918 m). Ezután déli irányba folyik egy mediterrán vegetációjú völgyön keresztül, Brionenal belefolyik az Osura. A völgy vége felé alpesi szegényesség uralkodik. Lavertezzoban található a kettős ívű Ponte dei Salti (tévesen Római hídnak is hívják). A középkorban terméskőből épült, középső tartópillére egy a Verzasca medrében lévő hatalmas gneisz-sziklán nyugszik. 1906-ban  árvíz rombolta szét, 1960-ban újra építették. A híd körül a víz sodrása által kikoptatott sziklák természetes medencéket képeznek, ahol frissítő, de nem veszélytelen fürdésre is lehetőség van. 
A Verzasca kedvelt hely kajakosok, kenusok, vadvízi evezősök és búvárok körében.
A Verzasca-völgy utolsó kilométereinél található a Vogorno-tó, a Verzasca felduzzasztott tava. Ide építették 1961 és 1965 között áramtermelés céljából Európa egyik legmagasabb, 220 m magas duzzasztógátját. A gát tetejének hossza 380 m. A tó befogadóképessége 105 millió m³. Itt forgatták 1995-ben a Goldeneye című James Bond-film egyik jelenetét, amelyben a főszereplő egy veszélyes ugrással a mélybe veti magát. Bungee jumpingra bárkinek lehetősége van, az ugrás 7,5 másodpercig tart.
A folyó a Teneronál ömlik a Lago Maggioreba.